# أربيلا ستيوارت
أربيلا ستيوارت (بالإنجليزية: Arbella Stuart) (1575- 25 سبتمبر 1615) كانت المرشحة المحتملة لخلافة الملكة إليزابيث الأولى ملكة إنجلترا . هي ابنة تشارلز ستيوارت و إليزابيث كافنديش وأيضا ابنة عم الملك جيمس الأول.
ولدت أربيلا في إنجلترا على عكس المرشحين الآخرين للعرش إنجلترا، توفي والدها وهي رضيعة وتوفيت والدتها عام 1582 عاشت في كنف جدتها التي تزوجت من ايرل شروزبري في عام 1568 حيث عاشت في عزلة واقية في قصر هاردويك في ديربيشاير ، واعتبرت إحدى المرشحين لخلافة ملكة إنجلترا في عام 1592  ولكن وزير الدولة السير روبرت سيسيل أثر في إبعاد النظر عن أرابيلا مقابل ابن عمها الوحيد جيمس السادس ملك اسكتلندا.
حاولت أرابيلا الزواج من رجل كاثوليكي فعرضت على حاكم دوقية بارما وهو رانوتشيو ابن ألساندرو فارنيزي وماريا من البرتغال كان رانوتشيو في السابق أحد المرشحين للعرش البرتغالي وفق العرف الإقطاعي (انظر:أزمة خلافة البرتغالية (1580))، إلا أنها لاحقاً اعتزمت الزواج من إدوارد سيمور قبيل وفاة الملكة، وأيضا عرض عليها الملك الجديد جيمس الأول ملك إنجلترا الزواج من لودوفيك ستيوارت دوق لينوكس الثاني وأيضا قام ملك بولندا زغمونت الثالث فاسا بإرسال سفيره إلى إنجلترا يطلب يدها ولكنها رفضت.
في عام 1610 خططت للزواج من ويليام سيمور الحفيد الأكبر لماري تيودور أخت هنري الثامن ومارغريت كان ترتيبه السادس على العرش وفي الحين أصبحت أرابيلا الرابعة على العرش، في البداية أنكرت هي وزوجها هذا الزواج ولكن في النهاية تزوجا سراً في 22 يونيو 1610، أمر الملك بسجنهما عندما علم بزواجهما فسجن سيمور في برج لندن وأربيلا في منزل السير توماس بيري في لامبث، تمكنا من تبادل الرسائل فيما بينهما، ولما علم بذلك جرى نقلها عند وليام جيمس أسقف دورهام، وهناك ادعت أرابيلا المرض، واستطاعت الهرب إلى كينت متخفية بملابس رجالية واستقلت سفينة كانت ذاهبة إلى فلاندرز ، وقبل أن تصل إلى كاليه اعترض السفينة من قبل رجال جيمس فعادوا بها إلى إنجلترا، وزجوا بها في برج لندن، توفيت في 25 سبتمبر 1615 بسبب تفاقم الأمراض وعدم تناول الطعام ولم ترَ زوجها أبداً، ودفنت في كنيسة وستمنستر في 29 سبتمبر 1615.

## روابط خارجية
- أربيلا ستيوارت على موقع الموسوعة البريطانية (الإنجليزية)
- أربيلا ستيوارت على موقع إن إن دي بي (الإنجليزية)